# Maya Saban
Maya Saban (nacida el 8 de octubre de 1978) es una cantante alemana. Nació en Berlín, Alemania de padre israelí, Shlomo Saban, y de madre alemana. Cuando era niña, tomo lecciones de baile y música. Saban canto en el coro para la cantante Sabrina Setlur y después apareció en el álbum "Leben" del productor alemán de música electrónica Schiller. El 25 de julio de 2005, realizó su debut como solista en su álbum Mit Jedem Ton (Con Cada Nota), con Virgin Records.

## Discografía

### Álbumes de estudio
| Año    | Álbum         | Posición |
| ------ | ------------- | -------- |
| * 2005 | Mit jedem Ton | 50       |
| * 2007 | Hautnah       | 50       |

### Sencillos
- 1998: Get freaky
- 2004: I've Seen It All (con Schiller)
- 2005: Das Alles Ändert Nichts Daran (con Cosmo Klein)
- 2005: Aus & Vorbei
- 2006: Licht (feat. Home)
- 2006: Geh Deinen Weg Disney Princess Sampler
- 2007: Hautnah
- 2008: Traue nie Cruella de Vil Disney 101 Dalmatiner

#### Sencillos en listas
| Año    | Sencillo                                        | Posición |
| ------ | ----------------------------------------------- | -------- |
| * 1998 | Get freaky                                      | 5        |
| * 2005 | Das Alles Ändert Nichts Daran feat. Cosmo Klein | 11       |
| * 2005 | Aus & Vorbei                                    | 86       |
| * 2006 | Licht feat. Home                                |          |
| * 2006 | Geh Deinen Weg Disney Princess Sampler          |          |
| * 2007 | Hautnah                                         | 77       |
| * 2008 | Traue nie Cruella de Vil Disney 101 Dalmatiner  |          |

## Referecencias
1. ↑  «Maya Saban Mit jedem Ton» (en alemán). Pooltrax. 25 de julio de 2005. Archivado desde el original el 15 de julio de 2011. Consultado el 30 de mayo de 2010.